# 에스라성경대학원대학교
에스라성경대학원대학교(―聖經大學院大學校, Ezra Bible Institute for Graduate Studies)는 경기도 고양시에 소재한 대한민국의 사립 대학원대학이다.

## 연혁
에스라성경대학원대학교는 학교법인 에스라성경학원에 의하여 2003년 3월 설립되었다.

## 교육편제
에스라성경대학원대학교는 전문대학원 과정으로, 석사 1과정, 박사 1과정을 제공하는 성경학과 단일 과정을 운영하고 있다.

## 캠퍼스 풍경
에스라성경대학원대학교는 경기도의 사립 대학원대학으로, 고양동 일대에 위치한 에스라교회 내부에 교육 시설이 위치한다. 동측으로 대양로 등을 통해 접근이 가능하며, 기타 3면은 산지로 둘러싸여 있다.